# La Pedrija
La Pedrija és una masia prop del termenal entre Sant Julià de Vilatorta, Viladrau i Sant Sadurní d'Osormort (Osona) protegida com a Bé cultural d'interès local. El mas pertany a la parròquia de Sant Sadurní d'Osormort que en un principi fou terme de Sant Llorenç del Munt o de Cerdans, més tard s'uní a la batllia d'Espinelves i ara és independent. Aquesta casa no està registrada en els fogatges del segle XVI; per tant, es tracta segurament d'una construcció posterior. En el nomenclàtor de la província de Barcelona de l'any 1860 no s'ha pogut comprovar si hi consta perquè només hi ha un resum de l'inventari, que és el següent: "11 casetes, 15 masies, 12 alqueries, 1 església, 5 capelles, 1 rectoria i 17 pallisses".
La masia, de planta rectangular, té la façana principal orientada a migdia i està coberta amb deulada a dues vessants amb el carener perpendicular. El voladís és força ampli i està construit amb bigues de fusta, llates i rajoles. Presenta un portal d'arc rebaixat i dues finestres a la planta, tres al primer pis, la central amb ampits laterals, i a les golfes s'hi obre un òcul. A ponent té dues finestres a la planta i una al primer pis, mentre que a llevant se'n va obrir una a cada pis. A tramuntana s'hi obren una porta i dues finestres a la planta, tres al primer pis i una a les golfes. La casa està arrebossada i pintada però els elements de ressalt del portal, finestres i escaires són de pedra.